# سیارک ۱۹۵۷۵
سیارک ۱۹۵۷۵ (به انگلیسی: 19575 Feeny، نامگذاری:1999LB22) نوزده هزار و پانصد و هفتاد و پنجمین سیارک کشف شده‌است که در ۹ ژوئن ۱۹۹۹ کشف شد.
قدر مطلق سیارک برابر ۱۰.۲ است.